# 輪詢
輪詢（Polling）是一種CPU決策如何提供週邊設備服務的方式，又稱「程式控制輸入输出」（Programmed I/O）。輪詢法的概念是：由CPU定時發出詢問，依序詢問每一個週邊設備是否需要其服務，有即給予服務，服務結束後再問下一個週邊，接著不斷週而復始。
輪詢法實作容易，但效率偏低。